# The Charlatans
The Charlatans, brittiskt rockband från Birmingham, England, som inledde sin storhetsperiod i samband med Madchester-vågen i början på 1990-talet.

## Medlemmar
Nuvarande medlemmar
- Martin Blunt – basgitarr (1989 – )
- Tim Burgess – sång, munspel (1989 – )
- Mark Collins – gitarr, steelgitarr, sång (1991 – )
- Tony Rogers – keyboard, piano, orgel, mellotron, sång (1997 – )

Tidigare medlemmar
- Jon Brookes – trummor, slagverk (1989 – 2013; avliden 2013)
- Rob Collins – keyboard, piano, orgel, sång (1989 – 1996; avliden 1996)
- Baz Ketley – sång, gitarr (1989)
- Jon Day (f. Jonathan Baker) – gitarr (1989 – 1991)

Studiomusiker / turnerande medlemmar
- Martin Duffy – keyboard (1996 – 1997)
- Peter Salisbury – trummor, slagverk (2010, 2013)

## Diskografi
(med listplaceringar i Storbritannien och USA i förekommande fall)
Studioalbum
- Some Friendly (1990) (#1 UK, #73 US)
- Between 10th And 11th (1992) (#21 UK)
- Up To Our Hips (1994) (#8 UK)
- The Charlatans (1995) (#1 UK)
- Tellin' Stories (1997) (#1 UK)
- Us and Us Only (1999) (#2 UK)
- Wonderland (2001) )#2 UK)
- Up at the Lake (2004) (#7 UK)
- Simpatico (2006) (#10 UK)
- You Cross My Path (2008) (#39 UK)
- Who We Touch (2010) (#21 UK)
- Modern Nature (2015)

Livealbum
- Live It Like You Love It (2002) (#40 UK)
- Live at Delamere Forest (2007)
- Some Friendly – 20th Anniversary Concerts (2010)

Samlingsalbum
- Melting Pot (1998) (#4 UK)
- Songs from the Other Side (2002) (#55 UK)
- Forever: The Singles (2006) (#38 UK)
- Collection (2007)
- The Best of the BBC Sessions 1999–2006 (2008)

Singlar (topp 40 på UK Singles Chart)
- "The Only One I Know" (1990) (#9 UK)
- "Then" (1990) (#12 UK)
- "Over Rising" (1991) (#15 UK)
- "Me. In Time" (1991) (#28 UK)
- "Weirdo" (1992) (#19 UK)
- "Can't Get Out of Bed" (1994) (#24 UK)
- "I Never Want an Easy Life If Me and He Were Ever to Get There" (1994) (#38 UK)
- "Crashin' In" (1994) (#31 UK)
- "Just Lookin' " (1995) (#32 UK)
- "Just When You're Thinkin' Things Over" (1995) (#12 UK)
- "One to Another" (1996) (#3 UK)
- "North Country Boy" (1997) (#4 UK)
- "How High" (1997) (#6 UK)
- "Tellin' Stories" (1997) (#16 UK)
- "Forever" (1999) (#12 UK)
- "My Beautiful Friend" (1999) (#31 UK)
- "Impossible" (1999) (#15 UK)
- "Love Is the Key" (2001) (#16 UK)
- "A Man Needs to Be Told" (2001) (#31 UK)
- "Up at the Lake" (2004) (#23 UK)
- "Try Again Today" (2004) (#24 UK)
- "Blackened Blue Eyes" (2006) (#28 UK)